# کوین گادفری (بازیکن فوتبال)
کوین گادفری (انگلیسی: Kevin Godfrey؛ زادهٔ ۲۴ فوریهٔ ۱۹۶۰) بازیکن فوتبال اهل بریتانیا است.
از باشگاه‌هایی که در آن بازی کرده‌است می‌توان به باشگاه فوتبال پلیموث آرگیل، باشگاه فوتبال برنتفورد، و باشگاه فوتبال لیتون اورینت اشاره کرد.